# 徐亦庄
徐亦庄（1924年—1993年），男，上海人，中国激光物理学家，曾任清华大学教授、博士生导师，中国物理学会理事，中国光学学会理事。